# 두호층

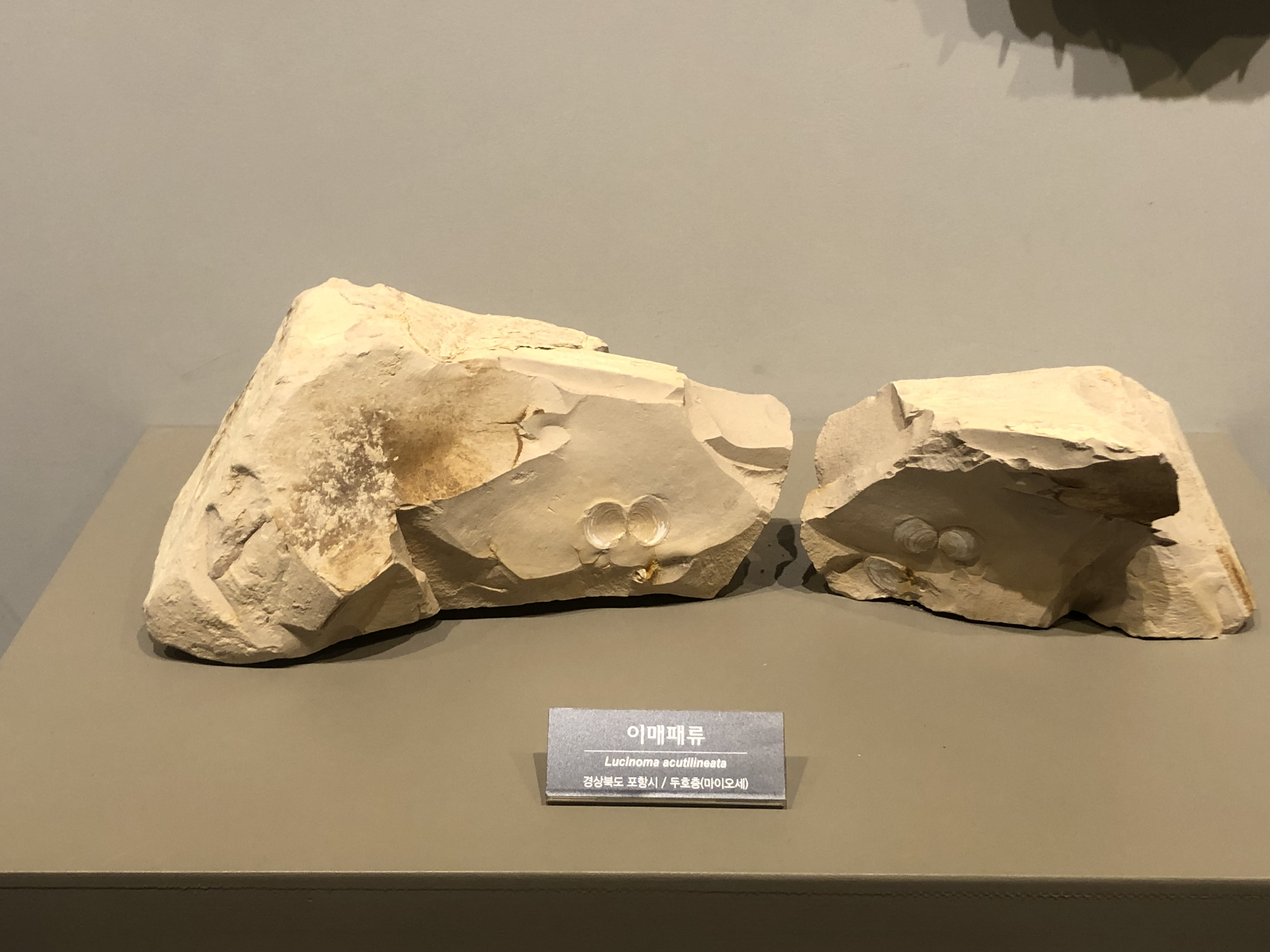
신생대 포항 분지 연일층군 두호층의 이매패류 화석 Lucinoma acutilineata, 국립중앙과학관

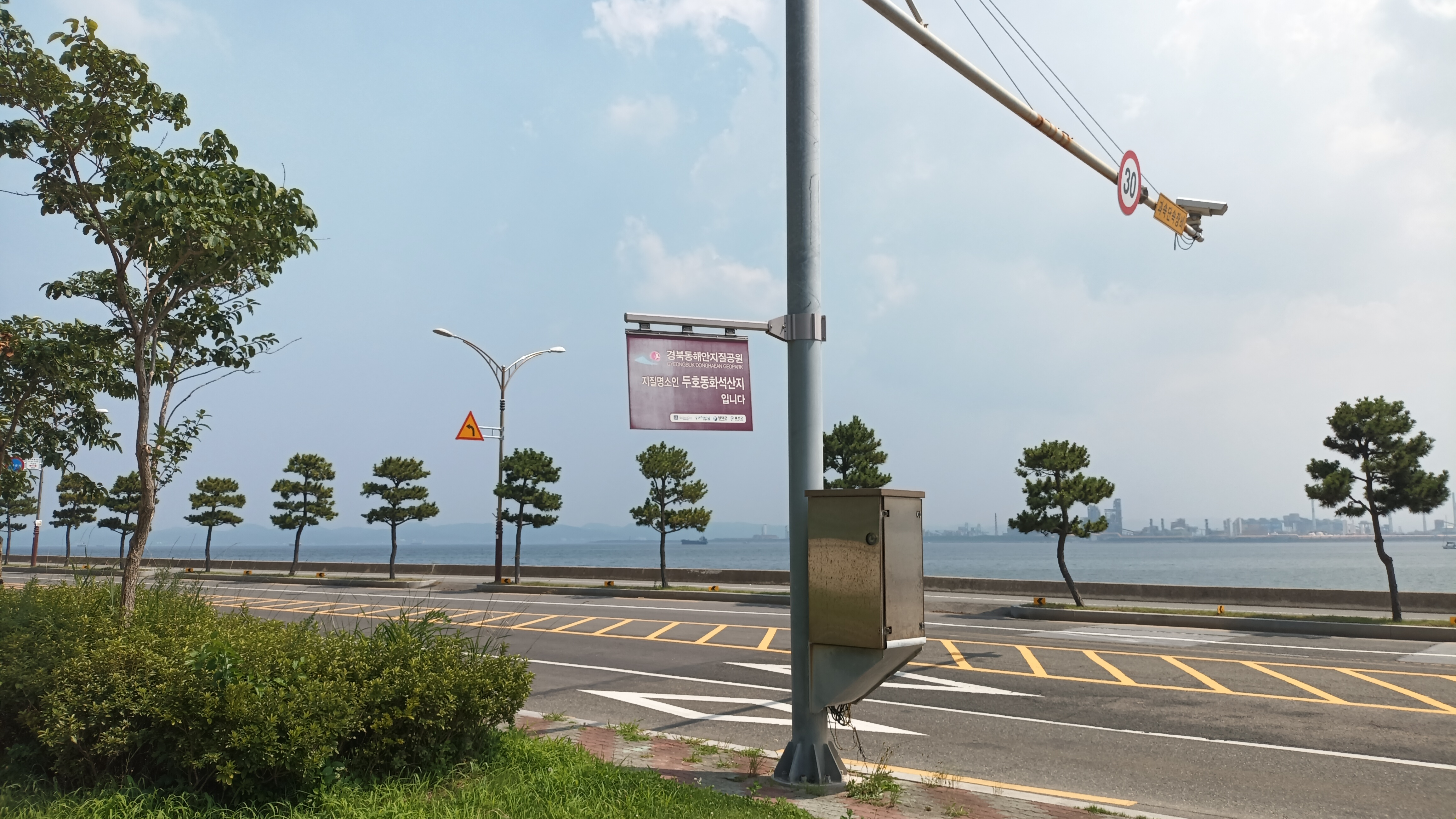
포항시 두호동 화석산지 안내판

두호층(Duho formation, 斗湖層)은 대한민국 포항 분지에 분포하는 신생대 마이오세 연일층군의 퇴적암 지층이다. 두호층은 이암, 셰일 및 사암의 호층으로 구성되며 해양포유류, 어류, 갑각류, 연체동물, 극피동물, 방산충, 유공충, 와편모조류, 초미화석, 식물 및 화분화석, 생흔화석 등의 다양한 화석들이 산출되는 신생대 마이오세의 지층이다.

## 개요
타테이와 이와오(1924)는 포항 분지의 연일층군을 하부의 천북역암과 상부의 연일셰일로 구분하였다. 그 후 국내의 여러 연구자들에 의해 수차례 층서적 연구가 수행되었지만, 층서 구분과 명칭은 모두 다르다. 윤혜수(1986)는 그전까지 6개 지층으로 구분된 연일층군(천북역암, 학림층, 흥해층, 이동층, 두호층, 여남층 등)을 재조사해 하부로부터 두께 500 m의 천북역암, 두께 600 m의 학전층, 두께 300 m의 두호층 3개 지층으로 구분하고 나머지 3개 층을 인정하지 않았다.
| 타테이와 (1924) | 포항 지질도폭 (1964) | 김봉균 (1965) | 윤선 (1975)         | 윤혜수 (1986) | Chough et al. (1989) | 노진환 (1994) |
| --------------- | -------------------- | ------------- | ------------------- | ------------- | -------------------- | ------------- |
| 연일셰일        | 여남층               | 오목동층      | 용한층              | 두호층        | 두호층               | 포항층        |
| 연일셰일        | 두호층               | 포항층        | 두호층              | 두호층        | 두호층               | 포항층        |
| 연일셰일        | 이동층               | 이동층        | 이동층              | 학전층        | 흥해층               | 포항층        |
| 연일셰일        | 흥해층               | 대곡층        | 흥해층              | 학전층        | 흥해층               | 천북층        |
| 연일셰일        | 학림층               | 송학동층      | 학전층              | 학전층        | 학림층               | 천북층        |
| 천북역암        | 천북역암             | 서암역암      | 천곡사층 단구리역암 | 천북역암      | 천북층               | 천북층        |

### 퇴적 환경
두호층의 퇴적 환경에 대해서는 내만성 내지 연안성 천해 환경, 천해 환경 반심해 환경, 그리고 심해 환경 등 여러 가지 의견이 있다. 
성미나 외(2009)와 김덕환 및 이성주(2011)는 거미불가사리 화석의 보존 상태 및 가리비 화석의 산출을 통해 두호층이 다소 심해의 저에너지 환경에서 형성된 것으로 해석했다. 퇴적환경 연구와 심해기원 생흔화석 산출은 두호층이 반원양성(hemipelagic) 또는 심해 환경이었음을 지시하고 있다.

### 고기후
두호층의 고기후는 식물화석 기록을 바탕으로 온대 내지 아열대환경으로 해석되고 있지만 화분화석의 기록에 의해서는 어느 정도의 기온감소가 있었을 것으로 추정되고 있다 한편 김봉균과 최덕근(1977) 그리고 박영숙 외(1996), 고영구(2006)는 유공충, 방산충, 미소 포낭류 화석을 통해 두호층이 퇴적될 당시에 한류의 영향이 있었을 것으로 해석했다. 반면 김봉균(1965)과 김봉균 외(1982)는 온대기후종의 유공충, 초미화석량의 증가를 통해 두호층이 난류의 영향권 하에서 퇴적되었을 것으로 해석했다. 미소 포낭류와 강돌고래 화석의 산출은 두호층이 담수 또는 반염수/기수의 영향을 받았을 가능성을 지시하고 있다

### 두호층의 지질시대
두호층에서 발견된 다양한 화석들은 두호층이 중기 마이오세(14.5~11.5 Ma) 동안에 퇴적되었음을 지시한다. 저어콘 연대측정 결과에 의하면 두호층의 퇴적은 마이오세 전기 이후(21.89±1.1 Ma와 21.68±1.2 Ma)에 시작되었다고 추정되며 와편모조류와 방산충 화석을 바탕으로 중기 마이오세 중반부 내지 중기 마이오세 후반부에 퇴적되었을 것이라는 의견도 있다. 고지자기 연구에 따른 결과 또한 두호층의 퇴적 시기로 중기 마이오세를 지시하며 두호층의 시대 상한은 12 Ma 전후의 정자극기로 추정된다.

## 암상
포항 지질도폭(1964)에 의하면 이동층을 정합으로 덮는 두호층은 이암, 셰일 및 사암의 호층으로 구성되며 암석의 색은 흥해층과 유사하게 전반적으로 백색을 띠는 백갈색이다. 본 층 중부에는 두께 1 m의 역암이 불연속적으로 협재되며 상부에서는 때때로 담녹색을 띠는 이암도 협재된다. 지층의 두께는 150~200 m이며 부분적으로 향사 구조를 보인다. 지층의 단구 내에서는 식물과 유공충 화석이 산출된다.
윤선(1975)에 의하면 층서적으로 단일하며 암회색 실트스톤으로 구성되며 풍화면은 백갈색이다. 두호층의 분포는 효자동 배사구조에 의해 규제받아 배사축 양측에 분포한다. 북동부에서는 수도산 지역에서 향사 구조를 형성한다.
김광식과 김교원(2003)은 두호층 이암에 대한 역학적 연구를 실시하고, 상대적으로 고결도가 낮은 두호층의 이암은 석화작용(石化作用, lithification)이 덜 된 암석이며 점토광물을 26% 정도 함유하고 있어 큰 크리프 변위거동을 보이는 암석이다.

## 화석

### 1970년대
- 윤선(1975, 1976)은 포항 분지 내 두호층에서 Yoldia (Orthoyoldia) sagittaria (Yokoyama, 1925), Acharax tokunagai (Yokoyama, 1925), Propeamussium (s.s.) tateiwai (Kanehara, 1936), Lucinoma acutilineatum (Conrad, 1894), Thyasira bisecta (Conrad, 1894) 등의 화석을 산출하였다.[5][32]

### 1980년대
- 윤혜수(1985)는 포항시 학전리에 분포하는 천해의 퇴적 환경을 가진 두호층에서 5종 3속의 갯가재 화석을 기재하였으며 이중 Leesquilla bajee gen nov., sp. nov., Leesquilla sunii gen. nov., Pohsquilla neonica gen. nov., sp. nov., Pohsquilla scissodentica gen. nov., sp. nov. 2종 4속이 새로운 것으로 간주되었다.[8]

### 1990년대
- 김원형(1990)은 두호층 분포 지역에서 지하 660 m까지 시추코어를 파고 유공층 화석 Catapsydrax dissimilis, Catapsydrax unicavus, Globorotalia scitula, Globorotalia praescitula, Globorotalia bykovae 등을 발견하였다.[12]
- 변현숙과 윤혜수(1992)는 포항 분지의 천북 역암층, 학전층, 두호층에서 신종 Poysphaeridium inflectospinum sp. nov.를 포함하여 총 22속 46종 5아속의 와편모충 포자 화석을 산출하였다. 두호층의 지질시대는 Langhian보다 젊은 것으로 추정되었다.[29]
- 박영숙 외(1996)는 포항시 청하면 소동리 지역의 두호층 단면에서 채취된 11개 시료에서 총 62속 103종의 방산충 화석을 산출하였다. 방산충 화석에는 Botryopyle dictyocephalus, Lithelius minor, Spongopyle osculosa, Stylodictya validispina, Antarctissa strelkovi, Saccospyris antarctica, Peripyramis circumtetxa, Triceraspyris antarctica 등 찬물에 사는 종이 다수 나타나 두호층은 한류의 영향을 주로 받은 것으로 해석되었다. 층서적으로 Cyrtocapsella tetrapera의 마지막 출현에 근거 두호층은 마이오세 중부의 후기(11.95 Ma)보다 젊지는 않다.[24]

### 2000년대
- 임종덕(2005)은 두호층에서 한국 처음으로 돌고래 화석을 발견하였다.[33]
- 김종헌(2005)은 영일만 해안에 분포하는 연일층군 두호층에서 자귀나무속(Albizzia) Albizia miokalkora Hu et Chaney (Mimosoideae) 화석을 발견하였다.[34]
- 고영구(2006)는 포항 분지 북부의 청하면과 송라면 일대의 연일층군 학전층과 두호층에서 2속 5종의 아케오모나드, 이들 외에 3가지 유형의 스토마토시스트로 생각되는 포낭류 화석, 3속 5종의 내골격 와편모조류 및 11속 18종의 에브리디안 화석들을 산출하였다. 두호층에서는 Archaeomonas mamilloosa 126개체, Archaeomonas cf. A. cratera 10개체, Archaeomonas areolata 17개체, Archaeosphaeridium pachyceros 5개체, 에브리디안 Ammodochium ampulla 107개체, Ammodochium danicum 3개체, Ammodochium cf. A. rectangulare 2개체, Ammodochium serotinum 800개체, Ditripodium latum 11개체, Ebrinula(?) sp. 24개체, Ebriopsis antiqua 506개체, Haplohermessium hovassei 17개체, Hermesinella conata 198개체, Hermesinella fenestrata 19개체, Hermesinella adriaticum 72개체, Hermesinella obliquum 74개체, Hermesinella schulzii 98개체, Parathranium tenuipes 20개체, Pseudammodochium robustum 20개체 등의 화석이 산출되었다. 대체로 한랭수괴가 우세한 환경에서 온난수괴 역시 영향을 미치고 있었으나 두호층의 상부로 가면서 한랭화가 다소 강화되었던 것으로 생각된다. 그리고 미소 포낭류 화석들의 산출에서 연일층군 퇴적 시, 담수 또는 반염수의 영향을 받았을 가능성이 시사된다.[25]
- 김종헌(2008)은 포항시 북부 해안(N 36°04'03", E 129°24'50")의 두호층에서 식물화석(samara) Acer pohangense Kim sp. nov.를 발견하였다.[16]
- 성미나 외(2009)는 포항 분지의 두호층(8개체)과 학전층(32개체)으로부터 총 40점의 거미불가사리 화석을 채집하였다. 화석은 학전층에서 더 많이 나왔지만 보존 상태는 두호층의 것이 더 좋은데 그 이유는 두호층의 화석이 세립질의 이암이 퇴적되는 상대적으로 안정적이 저에너지 환경에서 재퇴적 및 이동 없이 퇴적되었기 때문으로 추정된다. 전체적으로 보존 상태가 불량하여 종의 감정은 못하였다.[13]
- 김종헌 외(2009)는 포항시 북부해수욕장 부근과 창포동 일대에 분포하는 두호층에서 거의 완전하게 보존된 자귀나무속(Albizzia) Albizia miokalkora의 열매화석 2개를 채집하였다. 꼬투리는 편평하고 길며 7개의 종자가 들어있다. 이 화석은 동아시아에서 온난한 온대기후에서 번성한 식물이다.[17]

### 2010년대
- 김종헌(2010)은 포항시 북부해수욕장 부근의 두호층 백갈색 이암 조각에서 3개의 꼬투리 화석을 발견하고 자귀나무속(Albizzia) Albizia miokalkora Hu and Chaney로 동정하였다. 이 화석은 일본과 중국의 마이오세 지층에서도 산출되며 따뜻한 기후에 적응한 식물로 추정된다.[18]
- 김덕환과 이성주(2011)는 포항 제4 산업단지의 학전층과 장량지구 및 용한리의 두호층에서 약 500개체의 가리비 화석을 산출하였다. 두호층의 가리비 화석은 모두 암회색 내지 담갈색의 이암층에서만 산출되며 소형은 약 250개체, 중형은 용한리에서만 4개체, 대형 가리비 화석은 발견되지 않았다.[14]
- 이용남 외(2012)는 포항시 북구 우현동의 한신아파트단지 건설현장(N 36°03'01.34", E 129°21'28.84")에 드러난 두호층의 괴상 회색이암에서 한국 처음으로 강돌고래(platanistoid) 화석을 발견하였다.[27]
- 김정민 외(2012)는 포항시 우현동과 환호동의 두호층에서 생흔화석 Chondrites을 발견하였다.[35]
- 성미나(2012)는 포항시 남구 대송면에 위치한 제4 산업단지 지역 내의 학전층과 포항 북부 흥해읍 우목리 지역의 두호층에서 약 50여 점의 거미불가사리 화석을 채집하였다. 두호층의 화석은 학전층보다 발견 개체수는 적으나 보존 상태는 더 우수하다.[36]
- 공달용과 이성주(2012)는 포항 분지 학전층에서 121개체, 두호층에서 5개체 총 126개체의 굴족류 화석을 산출하였으며 두호층에서는 Fissidentalium sp. B만이 발견되었다.[37]
- 민재웅 외(2012)는 1999년 10월 포항시 양덕동 일대 택지지구 조성사업 공사현장에서 발견한 이빨고래화석을 연구하였다. 두개골의 길이는 26 cm, 전체 체장의 길이는 101 cm로 19개의 치아가 잘 보존되어 있다.[38]
- 김정민과 백인성(2013)은 포항시 우현동과 환호동의 반원양성 기원의 두호층 이암에서 처음으로 생흔화석 Chondrites 3점을 발견하였다. 환호동에서는 Chondrites  뿐만 아니라 Planolites, Palaeophycus, Taenidium 등의 생흔화석이 함께 산출된다. 우현동의 두호층은 산소가 부족한 환경, 환호동의 두호층은 산소가 비교적 풍부한 환경에서의 퇴적암으로 해석된다. 이는 육상으로부터의 담수 유입량을 변화시킨 해수면 변동에 의한 결과로 해석된다.[15]
- 김정민(2013)은 포항시 우현동, 환호동, 우목리, 죽천리 지역에 분포하는 두호층의 화석을 연구하였다. 우현동과 환호동 지역에서는 두호층에서 처음으로 생흔화석(Chondrite, Planolites, Palaeophycus, Taenidum)들이 산출되었으며 이외에도 포유류(고래), 어류, 갑각류(게), 이매패류, 복족류, 극피동물, 상어이빨 등 다양한 화석이 산출된다. 두호층에서 산출되는 대부분의 육상식물 및 천해동식물 화석들은 육지로부터 큰 홍수와 같은 사건에 의해 운반되어 반해양성 심해분지에 퇴적된 것으로 해석하였다.[39]
- 이봉주(2015)는 두호층과 학전층에서 온전한 형태의 거미불가사리 화석군집과 성게 화석군집을 발견하였다. 두호층에서 총 1,574개체의 거미불가사리 화석이 발견되었는데, 이들은 모두 우목리 단면(Woomokri section)의 하부에서 4 m의 두께로 여러 층준에 걸쳐서 Ophiura sarsii (Lütken, 1855), Ophiura leptoctenia (Clark, 1911)이 발견되었다. 거미불가사리 화석의 밀도는 제곱미터당 274개체이다. 두호층에서 428개체의 성게 화석이 나왔다.[40]
- 고주영(2016)은 포항시 여남동의 해안가에서 4개체의 어류 화석을 발견하였다. 이 화석은 국내 최초의 가지미목으로 동정되었으며, 과거 한반도에도 가자미목 어류가 살았다는 사실이 확인되었다. 이 화석은 그동안 천해환경이라고 여겨진 두호층에서 처음 발견된 심해생물 화석이다.[41]
- 고주영과 남기성(2016)은 포항시 북구 우창동로 97 일대에 분포하는 두호층(N 36°03'33", E 129°22'03")에서 어류 화석 Pleuronichthys sp.이 발견되었다. 이 화석은 극동아시아에서 처음 발견된 Pleuronichthys속 화석이다.[42]
- 2016년 3월 12일 포항시 북구 흥해읍 죽천리 일대에 드러난 마이오세 두호층의 담갈색 이암에서 상어 이빨화석이 발견되었으며, 이 화석은 준성체(準成體) Cosmopolitodus hastalis의 측치(側齒; lateral tooth)로 동정되었다. 이 화석의 산출은 천해의 해안가 환경을 지시하지만 저탁류에 의해 심해로 유입되었을 가능성이 있다. 이 화석은 한국에서는 처음으로 발견된 것이며 이들 상어가 마이오세 중기 따뜻한 동해 연안에 서식했음을 지시한다. 채집된 화석은 현재 서대문자연사박물관에 보관되어 있다.[43]
- 김종헌 외(2017)는 포항 분지의 마이오세 장기층군과 연일층군에서 단풍나무속 식물화석을 산출 연구하였다. 두호층에서는 Acer ezoanum (Oishi et Huzioka 1972), Acer huziokae (Tanai 1983), Acer nordenskioeldi (Nathorst 1883), Acer palaeoplatanoides (Endo 1950), Acer protomiyabei (Endo 1950), Acer prototrifidium (Tanai 1952), Acer pseudoginnala (Tanai et Onoe 1972)이 산출되었다.[19]
- 김종헌과 남기수(2017)는 포항시 북부항 부근의 두호층에서 새로이 산출된 서나무속의 화석 포를 연구하고 Carpinus subcordata Nathorst, Carpinus stenophylla Nathorst, Carpinus kodairae-bracteata Huzioka, Carpinus miofargesiana Tanai and Onoe, Carpinus oblongibracteata Hu and Chaney 5종으로 분류하였으며 뒤의 3종은 연일층군에서 처음 기록되었다.[44]

### 2020년대
- 김종헌 외(2021)는 두호층에서 산출된 소나무과(Pinaceae)의 구과와 종자 화석을 식물학적으로 연구하여 소나무속 Pinus miocenica Tanai, Pinus cf. prekesiya Xing, Liu and Zhou, 전나무아과 가문비나무속 Picea kaneharai Tanai and Onoe, 기름삼나무속 Keteleeria ezoana Tanai, 개솔송나무속 Pseudotsuga tanaii Huzioka, 낙엽송속 Pseudolarix japonica Tanai and Onoe 3아과에 5속 6종으로 분류했다.[45]
- 고영구와 오강호(2021)는 연일층군 학전층과 두호층이 분포하는 흥해읍 덕장리와 청하면 청진리의 3개 지점에서 고해양환경 연구를 위해 규조토와 이암 시료를 채취하였다. 해면침골과 식물규소체 형들의 산출에서 이 지역의 연일층군은 주변 육지에 다양한 식생이 분포하고 해수에 의한 이송이 활발했던 연근해 환경에서 퇴적되었던 것으로 추정된다.[46]

### 포항 두호동 화석산지
포항시 두호동 환호공원 남쪽 해안도로에는 위 사진과 같이 포항 두호동 화석산지가 있으며 공원과 안내 표지판이 설치되어 있으나 정작 두호층의 노두는 드러나 있지 않고 콘크리트로 덮여 있다.

## 같이 보기
- 한국의 지질
- 포항시의 지질
- 포항 분지 연일층군
  - 천북 역암층
  - 학전층
- 와읍 분지
- 마이오세
- 포항시